# Hawen
Hawen é um hamlet localizado na comunidade de Troedyraur, Cardiganshire, Gales; estando 109,4 km de Cardife e a 301,9 km de Londres. Hawen é representada na Assembleia Nacional de Gales por Elin Jones (Plaid Cymru), sendo Mark Williams o membro do Parlamento (Liberal Democrats).